# Lytocarpia similis
Lytocarpia similis är en nässeldjursart som beskrevs av Vervoort och Watson 2003. Lytocarpia similis ingår i släktet Lytocarpia och familjen Aglaopheniidae. Inga underarter finns listade i Catalogue of Life.